# Waldemar Raemisch
Waldemar Raemisch (* 19. August 1888 in Berlin; † 14. April 1955 in Rom) war ein deutsch-amerikanischer Bildhauer, Medailleur und Professor für Plastik in Berlin und Providence (USA). Seine Hauptwerke sind figürliche Darstellungen in Eisen und Bronze.

## Leben und Werk

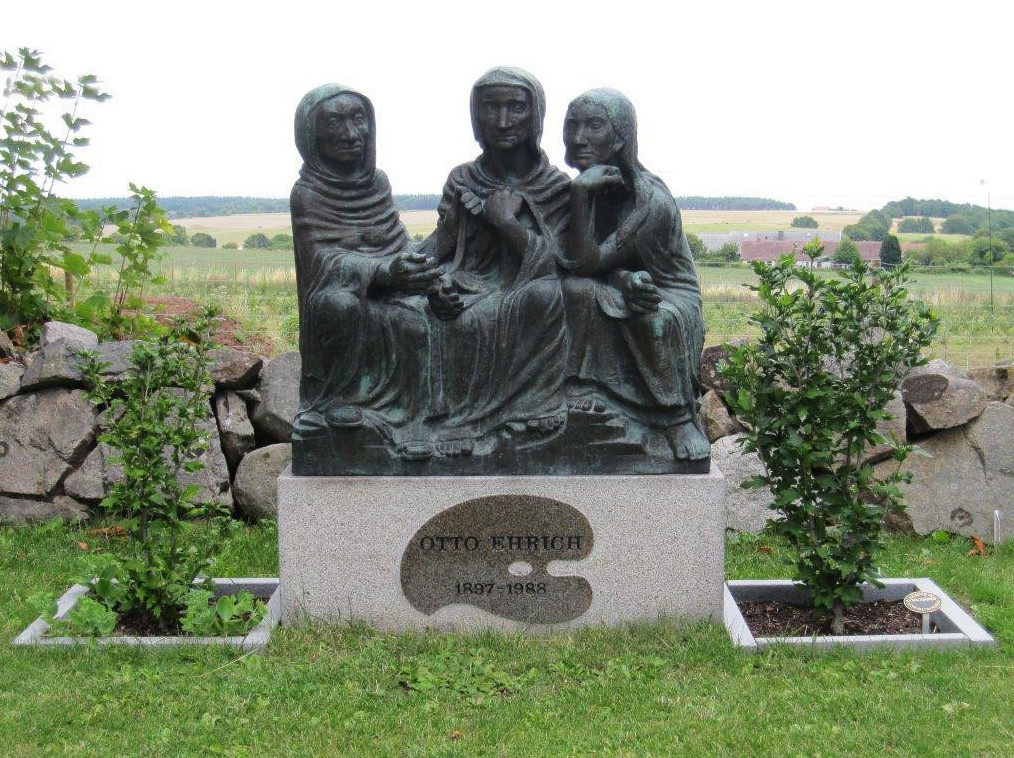
Die Nornen auf dem Grabstein des deutsch-schwedischen Künstlers Otto Ehrich.

Waldemar Raemisch begann mit 14 Jahren eine Lehre als Metallbildner und schloss 1911 seine Ausbildung an der Unterrichtsanstalt des Kunstgewerbemuseums Berlin ab. Es folgten Reisen nach Italien, Ägypten und Palästina. Er leistete  im Ersten Weltkrieg Kriegsdienst bei der Fliegertruppe. Er unterrichtete von 1919 bis 1923 Silberschmiedekunst an der Unterrichtsanstalt. Zunächst trat er mit kunstgewerblichen Gegenständen wie figürlichen Leuchtern, Reliefs und Gefäßen aus Metall an die Öffentlichkeit.
Raemisch entwarf die 50-Rentenpfennig-Münze, die 1923/24 erschien und ab 1928 eingezogen wurde.
Nach der Fusion der Unterrichtsanstalt mit der Kunsthochschule zu den Vereinigten Staatsschulen für Freie und Angewandte Kunst 1924 leitete Waldemar Raemisch die dortige Silberschmiedwerkstatt und wurde 1930 zum Professor für Metallplastik in der Abteilung „Angewandte Kunst“ berufen. Er entwarf Münzen und Medaillen, z. B. die 1932 erstmals verliehene Goethe-Medaille für Kunst und Wissenschaft. 1937 schuf er zwei Adler-Plastiken vor dem „Haus des Sports“ an Werner Marchs Berliner Olympiastadion, in einem archaisch, auch etwas monumental anmutenden Stil. Auch Reliefs am Gebäude der Nordstern Lebensversicherung am Fehrbelliner Platz in Berlin und ein Geburtstagsgeschenk für den damaligen Schah von Persien stammten aus Prof. Raemischs Hand. Für die Christophoruskirche in Berlin-Siemensstadt schuf er das Taufbecken.
Wegen seiner jüdischen Ehefrau Gertrud Ruth geb. Galland (1893–1966) aus der Reichskammer der Bildenden Künste ausgeschlossen und 1937 aus dem Lehramt entlassen, emigrierte er mit Familie nach den USA und kam als Professor an die Rhode Island School of Design in Providence, R.I., wo er 1946 - 54 Leiter des „Sculpture Department“ war. Religiöse Motive in Eisen, Bronze und Silber spielten eine tragende Rolle in seinem zunehmend figürlichen Schaffen. Um 1950 entwarf Prof. Raemisch zusammen mit Gerhard Marcks, José de Creeft und Jacques Lipchitz Plastiken für die „Fairmount Park Association“ in Philadelphia.
Bei der Arbeit an einem Auftrag starb er in Rom, wo er mit seiner Frau die letzten Monate seines Lebens verbracht hatte.